# Équipe du Mali des moins de 20 ans de football
Maillots
L'équipe du Mali de moins de 20 ans de football est constituée par une sélection des meilleurs joueurs maliens de moins de 20 ans, sous l'égide de la Fédération malienne de football.

## Historique

### Coupe du monde 1999
La troisième place revient à une équipe africaine, le Mali qui compte dans ses rangs le meilleur joueur désigné en fin de compétition, Seydou Keita, tandis que la quatrième place est prise par le vice-champion du monde en titre, l’Uruguay.
Le Mali réalise également un parcours exceptionnel : premier du groupe devant le Portugal, l’Uruguay et la Corée du Sud, les Maliens, emmenés par Mahamadou Diarra et Seydou Keita, éliminent ensuite 2 équipes africaines, le Cameroun (dans un match d’anthologie gagné 5-4 après prolongation) et le pays hôte, le Nigeria avant de céder face à l’Espagne en demi-finale.

## Palmarès

### Coupe du monde U20
| - 1979 : Non qualifié - 1977 : Non qualifié - 1979 : Non qualifié - 1981 : Non qualifié - 1983 : Non qualifié - 1985 : Non qualifié - 1987 : Non qualifié | - 1989 : 1er tour - 1991 : Non qualifié - 1993 : Non qualifié - 1995 : Non qualifié - 1997 : Non qualifié - 1999 : 3e - 2001 : Non qualifié - 2003 : 1er tour | - 2005 : Non qualifié - 2007 : Non qualifié - 2009 : Non qualifié - 2011 : 1er tour - 2013 : 1er tour - 2015 : 3e - 2017 : Non qualifié | - 2019 : Quarts de finale - 2021 : Non qualifié (annulée) - 2023 : Non qualifié - 2025 : Non qualifié |  |

### Coupe d'Afrique des nations junior
| - 1979 : Non inscrit - 1981 : Non inscrit - 1983 : Non inscrit - 1985 : Non inscrit - 1987 : Non inscrit - 1989 : Finaliste - 1991 : Non inscrit | - 1993 : Non inscrit - 1995 : 4e - 1997 : 1er tour - 1999 : 5e - 2001 : 1er tour - 2003 : 3e - 2005 : 1er tour - 2007 : Non qualifié - 2009 : 1er tour - 2011 : 4e | - 2013 : 4e - 2015 : 4e - 2017 : 1er tour - 2019 : Vainqueur - 2021 : Phase de groupe zone Ufoa A - 2023 : Demi-finale zone Ufoa A - 2025 : Phase de groupe zone Ufoa A |

### Jeux de la Francophonie
- Troisième Jeux de la Francophonie en 2017

### Tournoi de l'UEMOA
- Finaliste en 2008, 2011 et 2013

### Championnat U-20 Zone A de l'UFOA
- Troisième en 2018[1]
- Finale en 2019[2]
- Phases de groupe en 2020[3]
- Demi-finale en 2022[4]

 Championnat U-20 Zone B de l'UFOA 
- Troisième en 2018 (invité)[5]

 Championnat d'Afrique du Nord des nations de football des moins de 20 ans
- Vainqueur en 2010 (invité)[6]

## Notes et références

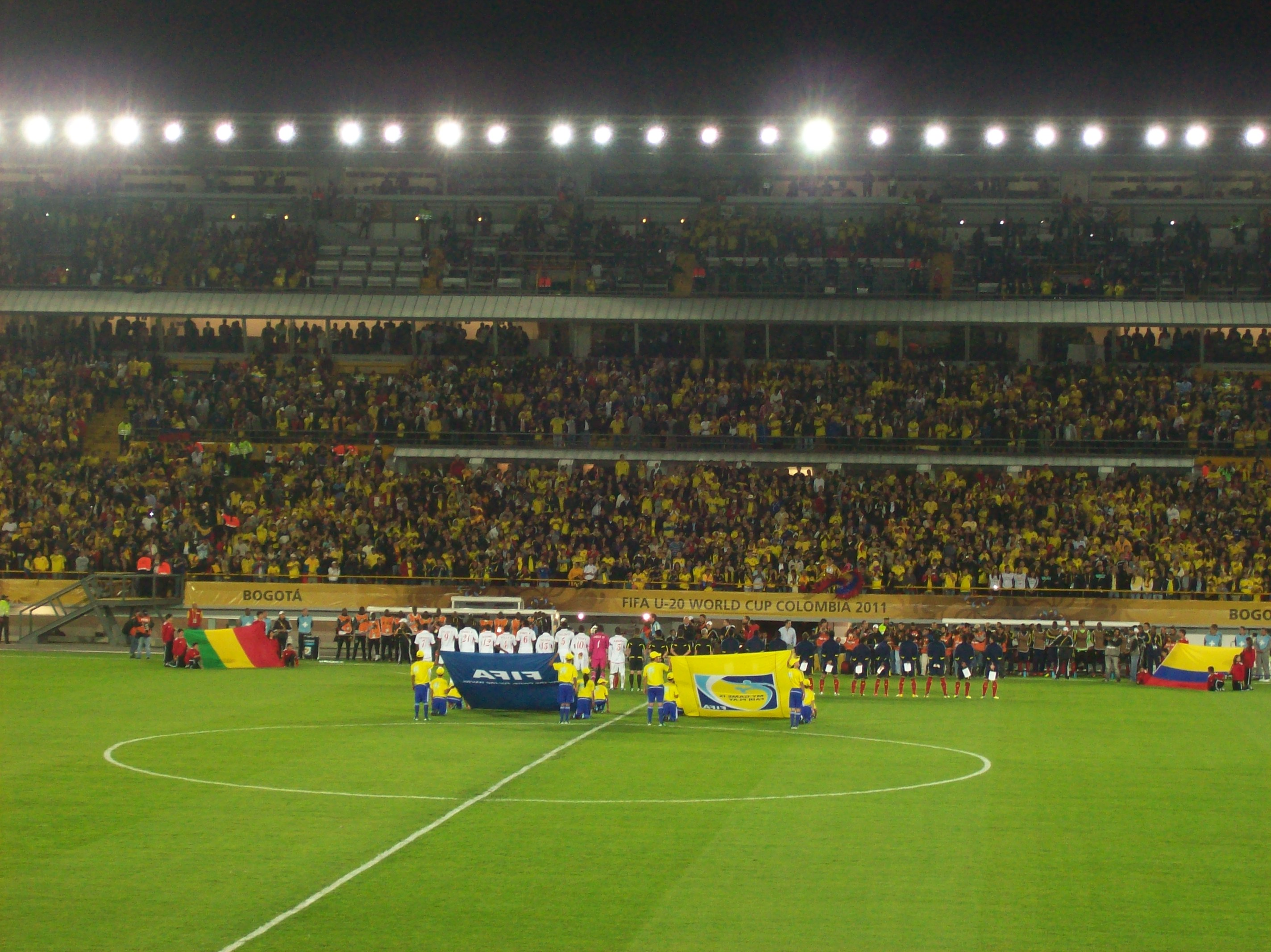
Match Colombie - Mali, Coupe du monde de football des moins de 20 ans 2011 (Bogota)